# Dirty Dancing (soundtrack)
Dirty Dancing är filmmusiken från filmen Dirty Dancing, utgiven 1987 på RCA Records. Albumet har sålts i över 32 miljoner exemplar världen över och är ett av de mest sålda albumen genom tiderna. I USA var albumet under 18 veckor placerad på första plats på Billboard 200 för album.

## Låtlista
1. "(I've Had) The Time of My Life" (Bill Medley, Jennifer Warnes) – 4:47
2. "Be My Baby" (The Ronettes) – 2:37
3. "She's Like the Wind" (Patrick Swayze) – 3:53
4. "Hungry Eyes" (Eric Carmen) – 4:06
5. "Stay" (Maurice Williams and the Zodiacs) – 1:34
6. "Yes" (Merry Clayton) – 3:15
7. "You Don't Own Me" (Blow Monkeys) – 2:59
8. "Hey! Baby" (Bruce Channel) – 2:21
9. "Overload" (Alfie Zappacosta) – 3:39
10. "Love Is Strange" (Mickey & Sylvia) – 2:52
11. "Where Are You Tonight?" (Tom Johnston) – 3:59
12. "In the Still of the Night" (The Five Satins) – 3:03